# Rick Bockelie
Rick Marlow Bockelie (ur. 28 maja 1902 w Oslo, zm. 18 lutego 1966 tamże) – norweski żeglarz, olimpijczyk, zdobywca złotego medalu w regatach na Letnich Igrzyskach Olimpijskich w 1924 w Paryżu.
Na Letnich Igrzyskach Olimpijskich 1924 zdobył złoto w żeglarskiej klasie 8 metrów. Załogę jachtu Bera tworzyli również Harald Hagen, Ingar Nielsen oraz ojciec i syn o nazwisku Carl Ringvold.